# فرندستر

لوگو شرکت

فرندستر (انگلیسی: Friendster) شرکت فناوری اطلاعات مالزیایی است، که در سال ۲۰۰۲ تأسیس شد.